# Melz
Melz ist eine Gemeinde im Süden des Landkreises Mecklenburgische Seenplatte in Mecklenburg-Vorpommern. Sie wird vom Amt Röbel-Müritz mit Sitz in der Stadt Röbel/Müritz verwaltet.

## Geografie
Die Gemeinde Melz am Melzer See liegt in der Mecklenburgischen Seenplatte zwischen Röbel/Müritz und dem oberen Eldetal. Das leicht hügelige Gelände um Melz erreicht 76 m ü. NHN. Die Stadt Röbel/Müritz ist etwa acht Kilometer entfernt, Priborn etwa drei Kilometer.
Umgeben wird Melz von den Nachbargemeinden Röbel/Müritz im Norden, Südmüritz im Nordosten, Priborn im Osten, Buchholz im Südosten, Kieve im Südwesten sowie Bollewick im Westen und Nordwesten.
Zur Gemeinde gehören die Ortsteile Augusthof, Friedrichshof, Karbow und Melz.

## Geschichte

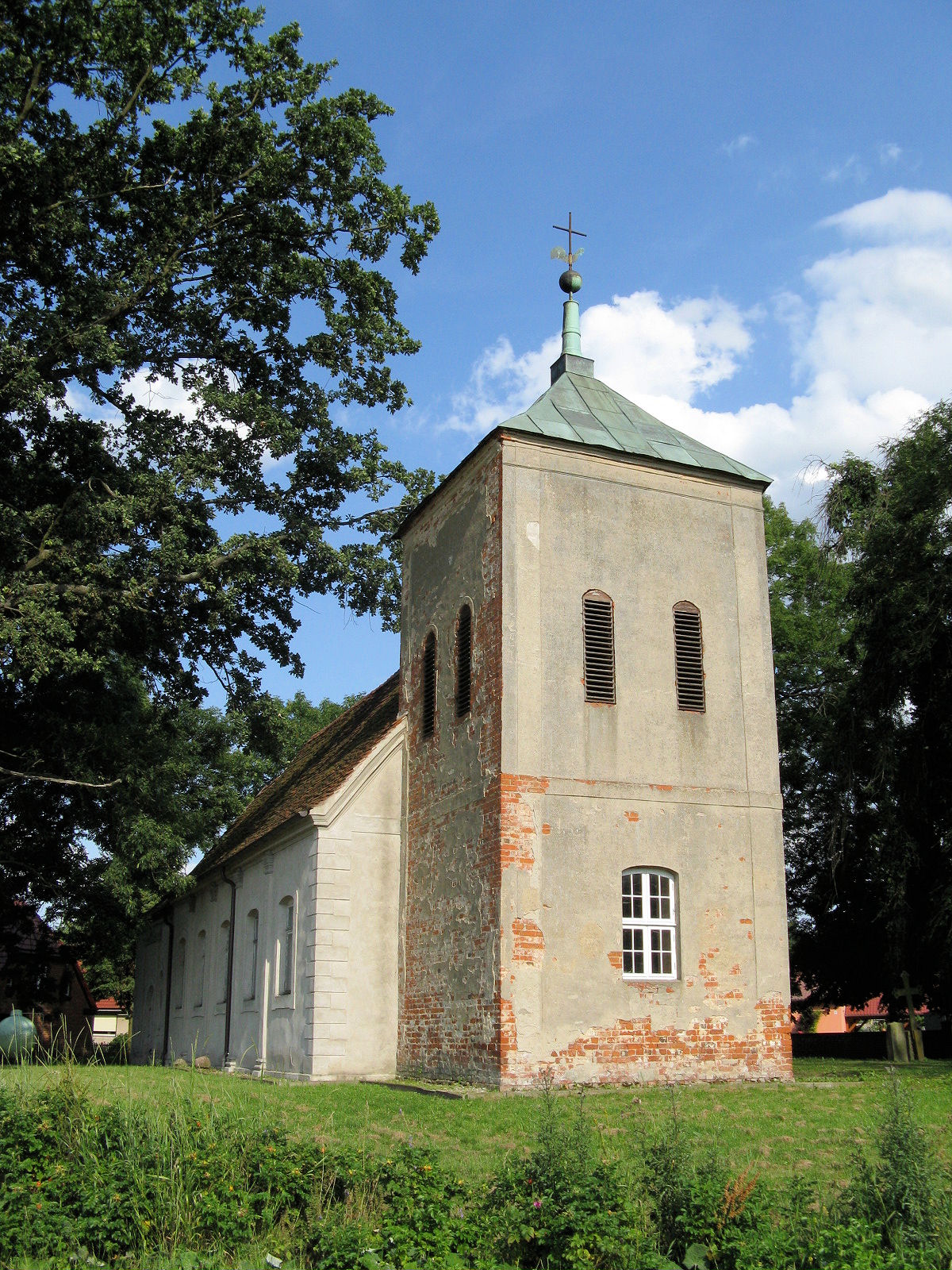
Dorfkirche Melz

Das Gebiet von Melz war schon zu Beginn der Bronzezeit vor etwa 3800 Jahren besiedelt. Hierauf weisen die Stabdolch-Funde der Ausgrabungen von 1970 hin. Im Jahre 1298 tauchte Melz erstmals in einer Urkunde auf. Zu den Besitzern der Güter in Melz gehörten unter anderem die Familien von Werle, von Hahn, von Knuth und zuletzt (von 1732 bis 1945) von Ferber. Deren Nobilitierung fand 1704 auf Grundlage des Erwerbs eines alten Ritterlehen statt. Zu Melz erhielt 1798 Hans Adam von Ferber die Indigenatsrechte der eingeborenen Ritterschaft anerkannt. Neben den Funktionen eines Gutsbesitzers und weiteren standesgemäßen Karrieren beim Militär nahmen die Familienmitglieder ebenso eine Laufbahn im Staatsdienst an. Der Melzer Gutsbesitzer August von Ferber wurde Landesgerichtsrat. Der Jurist lebte mit seiner Frau Ottilie von Bornstedt in Ludwigslust. Im Jahre 1868 richtete die Gutsbesitzersfamilie eine Stiftung für erkrankte Kinder namens von Ferber-Melz`sche Wilhelminen-Stiftung zu Schwerin ein, welche über 1916 hinaus Bestand hatte.
Kurz vor der großen Wirtschaftskrise, 1928, umfasste das Allodialgut Melz als eines eingerichteten Familienfideikommiss 1152 ha, davon waren 216 ha Waldbesitz. Dazu gehörten Friedrichshof, Augusthof und Melzer Mühle mit weiteren 216 ha. Das Besitztum war verpachtet an Frau Neckel, der Domänenpächterin zu Kambs bei Röbel. Auch der 24 ha kleine Augusthof wurde damals in Pacht gegeben, an Heinrich Reuper. Gutsbesitzerin war jener Zeit Anna Catharina von Ferber. Sie lebte in Schwerin und war Konventualin zu Kloster Dobbertin. Als letzter Gutsherr galt formell der Neffe Horst von Ferber, liiert seit 1934 mit Käthe Pregler, aus Nürnberg stammend. Der Gutsbesitzer hatte zuvor ein Technik-Studium aufgenommen. Als Hauptwohnsitz wählte das Ehepaar aber das Gutshaus in Priborn.
Das nach 1810 errichtete Gutshaus wurde im Mai 1945 durch Brandstiftung zerstört.

## Politik

### Gemeindevertretung und Bürgermeister
Der Gemeinderat besteht (inkl. Bürgermeister) aus fünf Mitgliedern. Die Wahl zum Gemeinderat am 26. Mai 2019 hatte folgende Ergebnisse:
| Partei/Bewerber             | Prozent | Sitze |
| --------------------------- | ------- | ----- |
| Die Linke                   | 43,93   | 3     |
| CDU                         | 22,99   | 1     |
| Einzelbewerberin Sommerfeld | 21,12   | 1     |
| Einzelbewerberin Mößner     | 11,96   | 1     |

Bürgermeister der Gemeinde ist Martin Haulsen (Die Linke), er wurde mit 76,06 % der Stimmen gewählt.

### Wappen, Flagge, Dienstsiegel
Die Gemeinde verfügt über kein amtlich genehmigtes Hoheitszeichen, weder Wappen noch Flagge. Als Dienstsiegel wird das kleine Landessiegel mit dem Wappenbild des Landesteils Mecklenburg geführt. Es zeigt einen hersehenden Stierkopf mit abgerissenem Halsfell und Krone und der Umschrift „GEMEINDE MELZ“.

## Sehenswürdigkeiten
- Dorfkirche Melz aus Backstein von 1816; der Vorgängerbau vom Ende des 13. Jahrhunderts wurde dabei abgerissen.

## Wirtschaft und Infrastruktur
Melz ist heute ein modernes Dorf mit zahlreichen neuen Eigenheimen. Die Landwirtschaft sowie kleine Handwerksunternehmen prägen die Gemeinde, die ihre Einwohnerzahl im Gegensatz zum Trend in Mecklenburg weitgehend konstant gehalten hat.

### Verkehr
Die Bundesstraße 198 von Plau am See nach Neustrelitz führt durch das Gemeindegebiet. Die Autobahn-Anschlussstelle Röbel der Bundesautobahn 19 (Berlin–Rostock) ist etwa zwölf Kilometer entfernt, der nächste Bahnhof zirka 16 Kilometer und liegt in Mirow.

### Vereine
Der 2005 gebildete Förderverein Dorf-Kirche-Melz, der 2008 bereits 50 Mitglieder zählte, setzt sich für die Sanierung der Dorfkirche, die Verbesserung der Wasserqualität des Melzer Sees, die Würdigung einer historischen Persönlichkeit von Melz, des Architekten Hermann Willebrand, und die Beteiligung an der Gestaltung des Dorflebens ein.